# Кукурудзяний хліб

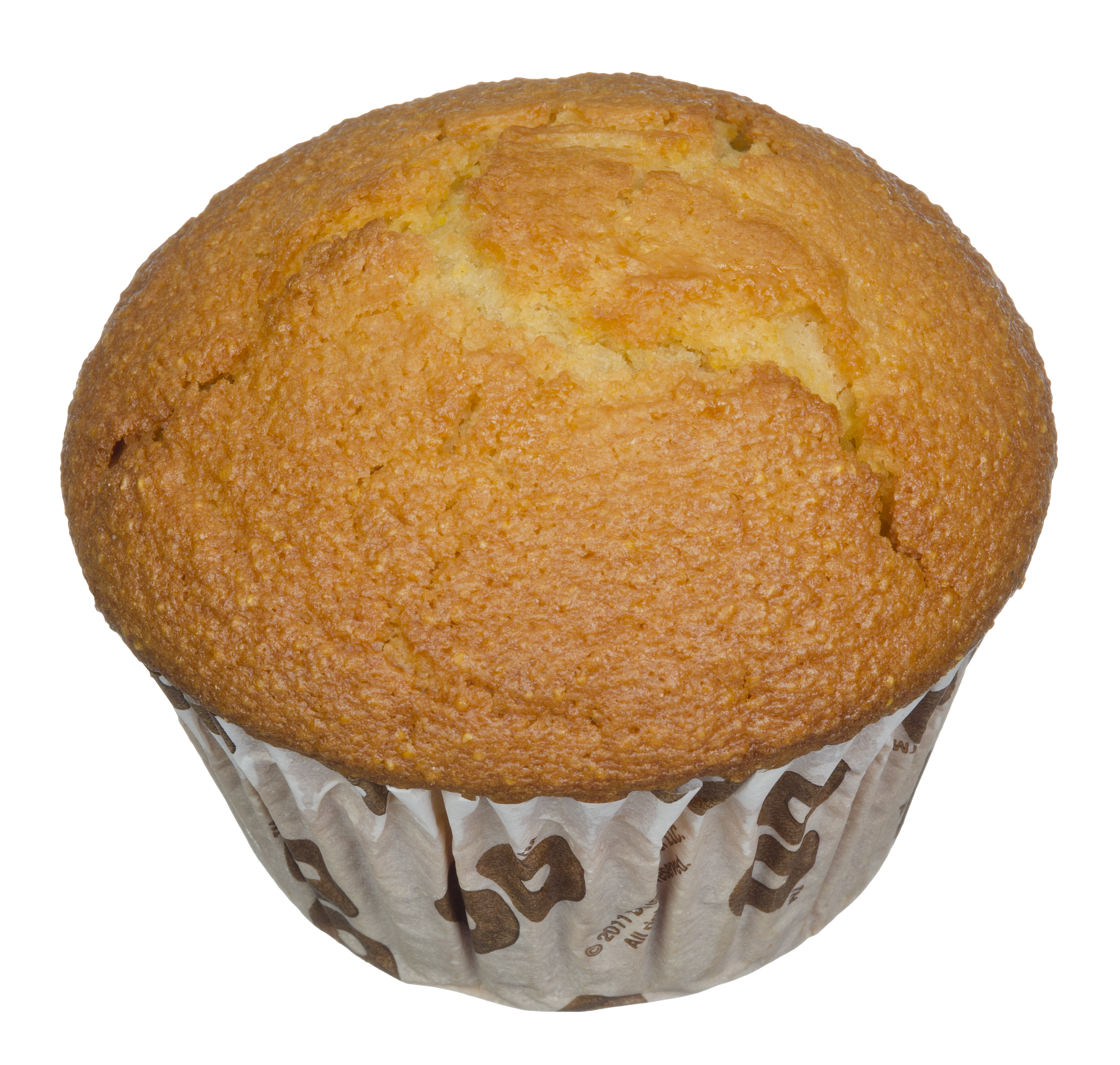
Кукурудзяний мафін

Кукурудзяний хліб — традиційна випічка в національній кухні США. Вважається, що ця страва перейшла в сучасну американську кухню від корінних народів, що населяли Північноамериканський континент.
Найбільш поширений кукурудзяний хліб у південних штатах США, хоча печуть його на всій території країни. Залежно від регіону рецептура може варіюватися. Так, на Півдні прийнято пекти хліб виключно з кукурудзяного борошна, а ось на Півночі кукурудзяне борошно змішують з пшеничним в пропорції 1:1.  Крім того, в північній варіації хліб роблять солодшим, а подають його в поєднанні з солодкими сиропами. Дуже часто такий різновид хліба випікають у формах для мафінів. На Півдні прийнято випікати кукурудзяний хліб в чавунних сковорідках.
Рецепти приготування американського кукурудзяного хліба допускають використання начинок: зерен кукурудзи, дрібно нарізаного чилі або халапеньйо, сиру.
Основа випічки — Yellow Corn Meal. Аналогом на території пострадянських країн є кукурудзяна каша.
Завдяки борошну грубого помелу хліб в результаті виходить повітряним, розсипчастим та м'яким.
Прийнято подавати американський кукурудзяний хліб до страв мексиканської кухні (рагу, супів, чилі), страв південних американських штатів (смаженого м'яса, пюре. У північних штатах кукурудзяний хліб найчастіше їдять як пиріг, поливаючи його солодким кленовим сиропом.